# Slatina (district de Nový Jičín)
Pour les articles homonymes, voir Slatina.
Slatina (en allemand : Schlatten) est une commune du district de Nový Jičín, dans la région de Moravie-Silésie, en République tchèque. Sa population s'élevait à 793 habitants en 2021.

## Géographie
Slatina se trouve à 5 km au nord-ouest de Bílovec, à 22 km au nord-nord-ouest de Nový Jičín, à 21 km à l'ouest-sud-ouest d'Ostrava et à 256 km à l'est-sud-est de Prague.
La commune est limitée par Bílovec au nord, par Tísek à l'est, par Bílovec au sud, et par Skřipov à l'ouest.

## Histoire
La première mention écrite de la localité date de 1371.

## Transports
Par la route, Slatina se trouve à 7 km de Bílovec, à 29 km de Nový Jičín, à 31 km d'Ostrava et à 371 km de Prague.